# Baufeldfreimachung
Die Baufeldfreimachung wird in der Regel im Rahmen von Erschließungsarbeiten durchgeführt, um ein Grundstück für den Bau vorzubereiten. Dabei wird die Baustelle beräumt, damit andere Sanierungs-, Behandlungs- oder Abbrucharbeiten durchgeführt werden können, bevor die eigentlichen Bauarbeiten beginnen können. Dazu gehört die Räumung der Baustelle von Maschinen oder Geräten, unerwünschten überschüssigen Materialien, Müll usw. Die Baufeldfreimachung kann auch die Beseitigung der Vegetation und des Oberflächenbodens sowie die Nivellierung und Vorbereitung des Bodens für die geplanten Bauarbeiten umfassen. Die Baufeldfreimachung zählt somit gleichzeitig zu den Arbeitsvorgängen des Abbruchs, Rückbaus, der Sanierung und Aufbereitung. Im Rahmen der Entwicklung der Baufeldfreimachung wird zunehmend auf die Integration eines Kreislaufs zur Herstellung von RC-Stoffen geachtet.

## Allgemeines
Sobald die Planung, der Vertragsprozess für das Bauland und die Mobilisierung abgeschlossen sind, sollte das zu bebauende Gelände geräumt werden. Die Baufeldfreimachung kann die Beseitigung von Müll, Mutterboden, allen Bäumen, Stümpfen, Sträuchern, Wurzeln, Fallholz, verrottetem Holz, Abfällen, Schutt, Humus, Sumpfmaterial und sonstigem Bewuchs oder nicht akzeptablem Material umfassen. Alles durch Rodungsarbeiten entfernte Material, das für den Auftraggeber von Nutzen ist, ist gemäß den Anforderungen des Auftraggebers auf Halde zu legen. Unerwünschtes Material ist nach vorheriger Genehmigung von der Baustelle zu entfernen.
In den Bereichen, in denen Aushub oder Aufschüttungen durchgeführt werden sollen, muss der Boden gerodet werden, indem der Oberboden entfernt wird, alle lebenden oder toten Bäume sowie Stümpfe und Wurzelmatten müssen entfernt werden. Mit Ausnahme von Bereichen, die ausgehoben werden sollen, müssen alle Vertiefungen, die durch das Entfernen von Stümpfen oder Wurzeln unterhalb der Bodenoberfläche entstanden sind, mit geeignetem Material wieder aufgefüllt und verdichtet werden.

### Beispiel: Baufeldfreimachung Flughafen München-Riem
Mit der Baufeldfreimachung des Flughafens München-Riem konnte die Stadt München bereits Erfahrungen in diesem Bereich sammeln. Das Flughafen-Areal umfasste ca. 500 ha und war „[i]n den [...] Jahren [...] die größte Abbruch- und Hochbaustelle in Bayern und in abfallwirtschaftlicher Sicht eine Herausforderung für alle Beteiligten.“ Insgesamt fiel bis zum Ende des Rückbaus im Jahre 1998 u. a. eine Bauschuttmenge von 1.240.000 t an. Davon konnten fast zwei Drittel auf dem Gelände wieder eingesetzt werden, während nur ein Prozent entsorgt werden musste. Das Ziel der Stadt München bestand konkret im „Wiedereinsatz verwertbarer Materialien auf dem Flughafengelände und damit Vermeidung unnötiger Transporte sowie Inanspruchnahme von Deponieraum nur in Ausnahmefällen“.

### Beispiel: „Alte Messe München“
1998 verließ die Münchner Messegesellschaft das Gelände der „Alten Messe München“ neben der Theresienwiese. Das 280.000 m² große Gelände mit 27 Messehallen, einer Kongresshalle und mehr als zehn weiteren Gebäuden musste neu beplant werden. Im Rahmen der Baufeldfreimachung wurden Gebäudekomplexe mit über 1 Mio. m³ Raum abgebrochen. Die Besonderheit dieses Geländes bestand neben seiner Größe in der Vielfalt der zu beräumenden Materialien; inklusive Kampfmitteln aus dem Zweiten Weltkrieg. Infolge der Abschlussarbeiten der Baufeldfreimachung entstanden 430kt Bauschutt, von denen infolge des Recyclingprozesses 338kt aufgewertet werden konnten.
Die Baufeldfreimachung auf dem Gelände der „Alten Messe München“ als auch die Baufeldfreimachung des Flughafens München-Riem sind Prozessteile des „Urban Minings“.

## Entwicklung der Baufeldfreimachung
Im Rahmen der Baufeldfreimachung werden in der Regel nur Tätigkeiten ausgeführt, die zur kompletten Beräumung und Bauvorbereitung des Baufeldes dienen. Alle weiteren Aspekte, wie beispielsweise die Herstellung von RC-Baustoffen, fiel lange Zeit nicht mit in den Bereich der Baufeldfreimachung. Jüngere Bauvorhaben hingegen optimieren den Vorgang ganzheitlich und erweitern ihn um ökologische Komponenten.

### Baufeldfreimachung 1.0
Liegenschaften unterliegen zwei voneinander getrennten Kreisläufen: Eine Baustelle wird bearbeitet, Neu- oder/und Umbauen fertiggestellt und anschließend genutzt. Dem folgt ein möglicher Umbau oder Abriss, was eine erneute Baufeldfreimachung erfordert. Mineralstoffe jeglicher Art, die während des Vorgangs freigemacht werden, finden sich auf dem Freien Markt zur Deponierung oder Aufbereitung wieder. Ein tatsächlicher Recyclingprozess wird hierbei nicht angestrebt. Stattdessen verbleiben Restbaustoffe auf Deponien, werden abgebaut oder zur Auffüllung benutzt. Die Kreisläufe sind voneinander getrennt.

### Baufeldfreimachung 2.0
Die Kreisläufe der Bebauung einer Liegenschaft und der Freien Wirtschaft bleiben bestehen. Allerdings wird im Rahmen der Baufeldfreimachung 2.0 bereits das Brechen und Sieben von Mineralstoffen inkludiert, um sie erneut zu verwenden. Die Herstellung von RC-Stoffen ist hierbei noch nicht eingebunden. Diese wird weiterhin außerhalb außerhalb des Kreislaufs und in geringem Maße als der Baustoffabbau oder Deponierung umgesetzt.

### Baufeldfreimachung 3.0
An die Baustellen werden (on-site-)Recyclingzentren angeschlossen. Hierdurch entsteht ein RC-Kreislauf bereits mit der Baufeldfreimachung: Vorhandene Mineralstoffe werden abgebaut, gebrochen, gesiebt, aufgewertet und als RC-Baustoffe wiederverwendet. Ziel des Prozesses ist die vollständige Nutzung vorhandener Ressourcen unter Beachtung ökologischer sowie ökonomischer Gegebenheiten.

### Baufeldfreimachung 4.0
Der gravierendste Unterschied der neusten Entwicklung innerhalb der Baufeldfreimachung besteht in der Ergänzung der Projektkreisläufe um off-site-Recyclingzentren. Diese erfüllen den identischen Zweck wie on-site-Anlagen, können allerdings auch kleineren Baustellen zur Verfügung gestellt werden, bei denen sich die Angliederung einer on-site-Anlage nicht rentiert.
Die Neuerung innerhalb des vierten Entwicklungsschrittes ist vor allem der Ausbau der Integration des Recyclingprozesses bestehender Materialien zu RC-Baustoffen.

## Anwendungsfälle für moderne Formen der Baufeldfreimachung
1. Ehemalige Bayernkaserne München[7]
2. Max Dellbrück Zentrum (Berlin)[8]
3. Humboldt Universität Mitte (Berlin)[8]
4. Leonardo da Vinco Gymnasium Neukölln (Berlin)[8]